# Kościół Najświętszego Serca Pana Jezusa w Rzepowie
Kościół Najświętszego Serca Pana Jezusa w Rzepowie – rzymskokatolicki kościół filialny w Rzepowie (gmina Czaplinek). Jest to kościół filialny, rzymskokatolicki należący do parafii Matki Bożej Różańcowej w Siemczynie, dekanatu Barwice, diecezji koszalińsko-kołobrzeskiej, metropolii szczecińsko-kamieńskiej.

## Historia
Kościół poewangelicki, neogotycki, wybudowany w roku 1870. Obiekt jest interesująco zdobiony, wieża kościelna jest stosunkowo niska, czworokątna, przykryta hełmem, flankowanym czterema iglicami. Pięcioboczne prezbiterium ozdobione jest dwoma sygnaturkami. Na każdym rogu świątyni znajdują się kolejne iglice. Na wieży kościoła znajduje się dzwon z 1562 wykonany przez stargardzkiego ludwisarza Joachima Karstede. Cmentarz przy kościele jest nieczynny i pochodzi z XIX wieku.